# 31 Building
Tòa nhà 31 (Còn được gọi là 31 Building hay Samil Building, tiếng Hàn: 31빌딩) là một tòa nhà văn phòng ở Seoul, Hàn Quốc. Hoàn thành vào năm 1970, Tòa nhà 31 là tòa nhà cao nhất ở Seoul cho đến năm 1979, khi Lotte Hotel Seoul được hoàn thành.
Kiến trúc sư của Tòa nhà 31 là Kim Joong-up, một kiến trúc sư nổi tiếng ở Hàn Quốc.
Nó được chọn là 'Di sản tương lai Seoul' bởi vì nó được coi là một tòa nhà có giá trị trong lịch sử kiến trúc ở Seoul.